# Jack Taylor (Fernsehserie)
Jack Taylor ist eine irische Krimiserie, deren Grundlage die Kriminalromane des irischen Schriftstellers Ken Bruen sind. Die Serie spielt überwiegend in der westirischen Stadt Galway und wurde von dem Regisseur Stuart Orme inszeniert.

## Handlung
Nachdem Garda-Officer Jack Taylor den irischen Innenminister mit einem Faustschlag niedergestreckt hat, wird er aus dem Polizeidienst entlassen. Mit nichts als seinem alten Polizeimantel macht sich der alkoholabhängige Ex-Polizist als Privatdetektiv selbständig und richtet sich ein Büro im Hinterzimmer seiner Stammkneipe ein.
Taylor ermittelt in Fällen, die die örtliche Polizei als Unfall oder Suizid abhakt, und ist stets Mordfällen auf der Spur, die ihn immer wieder in Lebensgefahr bringen. Einzig verbliebene Verbindung zu seinen ehemaligen Kollegen ist die junge Polizistin Kate Noonan, die ihn heimlich mit internen Unterlagen und Ermittlungsergebnissen versorgt. In einer späteren Folge gesellt sich der Student Cody Farraher, für den Jack Taylor ein Idol ist, zu dem Duo, und leistet mehr als einmal wertvolle Dienste.

## Besetzung und Synchronisation
Die deutsche Synchronisation entstand unter der Dialogregie von Horst Geisler, der auch die Dialogbücher schrieb, durch die Synchronfirma Bavaria Synchron GmbH in München.
| Rollenname            | Schauspieler       | Folgen      | Synchronsprecher             |
| --------------------- | ------------------ | ----------- | ---------------------------- |
| Jack Taylor           | Iain Glen          | 1–          | Reinhard Brock (Folgen 1–6)  |
| Jack Taylor           | Iain Glen          | 1–          | Thomas Rauscher (Folgen 7– ) |
| Cody Farraher         | Killian Scott      | 2–7, 9      | Roman Wolko                  |
| Kate Noonan           | Nora-Jane Noone    | 1–6         | Stephanie Kellner            |
| Kate Noonan           | Siobhán O’Kelly    | 7–          | Ulla Wagener                 |
| Anne Hennessy         | Tara Breathnach    | 1–2         | Claudia Urbschat-Mingues     |
| Superintendent Clancy | Frank O’Sullivan   | 1–3         | Gudo Hoegel                  |
| Hugh Kelly            | Stephen Cromwell   | 6           | Manuel Straube               |
| Darragh Noonan        | Jack Monaghan      | 7–          | Max Felder                   |
| Father Malachy        | Pádraic Breathnach | 1–3, 5, 7–8 | Thomas Rauscher              |
| Mrs. Taylor           | Aine Ni Mhuiri     | 2–3, 5      |                              |
| Mrs. Bailey           | Síghle Ní Chonail  | 2–3, 5      | Eva-Maria Lahl               |

## Episoden
Im Original besteht jede Staffel aus jeweils drei Episoden. Das ZDF fasste bei der Ausstrahlung 2013 die ersten beiden Staffeln zu einer zusammen. Die hier aufgeführte dritte Staffel lief daher im ZDF 2017 als zweite Staffel.

### Staffel 1
| Nr. (ges.) | Nr. (St.) | Deutscher Titel   | Originaltitel        | Erstausstrahlung Irland                       | Deutschsprachige Erstausstrahlung (D) | Regie       | Drehbuch                                   |
| ---------- | --------- | ----------------- | -------------------- | --------------------------------------------- | ------------------------------------- | ----------- | ------------------------------------------ |
| 1          | 1         | Der Ex-Bulle      | The Guards           | 2. Aug. 2010 (Teil 1) 9. Aug. 2010 (Teil 2)   | 27. Okt. 2013                         | Stuart Orme | Tom Collins, Anne McCabe, Ralph Christians |
| 2          | 2         | Auge um Auge      | The Pikemen          | 1. Sep. 2011 (Teil 1) 8. Sep. 2011 (Teil 2)   | 3. Nov. 2013                          | Stuart Orme | Marteinn Thorisson                         |
| 3          | 3         | Gefallene Mädchen | The Magdalen Martyrs | 15. Sep. 2011 (Teil 1) 22. Sep. 2011 (Teil 2) | 10. Nov. 2013                         | Stuart Orme | Marteinn Thorisson                         |

### Staffel 2
| Nr. (ges.) | Nr. (St.) | Deutscher Titel       | Originaltitel | Erstausstrahlung Irland | Deutschsprachige Erstausstrahlung (D) | Regie       | Drehbuch           |
| ---------- | --------- | --------------------- | ------------- | ----------------------- | ------------------------------------- | ----------- | ------------------ |
| 4          | 1         | Königin der Schmerzen | The Dramatist | 3. März 2013            | 17. Nov. 2013                         | Stuart Orme | Marcus Fleming     |
| 5          | 2         | Tag der Vergeltung    | Priest        | 10. März 2013           | 24. Nov. 2013                         | Stuart Orme | Marteinn Thorisson |
| 6          | 3         | Das schweigende Kind  | Shot Down     | 23. Aug. 2015           | 1. Dez. 2013                          | Stuart Orme | Marteinn Thorisson |

### Staffel 3
| Nr. (ges.) | Nr. (St.) | Deutscher Titel         | Originaltitel | Erstausstrahlung Irland | Deutschsprachige Erstausstrahlung (D) | Regie            | Drehbuch           |
| ---------- | --------- | ----------------------- | ------------- | ----------------------- | ------------------------------------- | ---------------- | ------------------ |
| 7          | 1         | Auf dem Kreuzweg        | Blood Cross   | 17. Nov. 2016           | 26. März 2017                         | Stuart Orme      | Marteinn Thorisson |
| 8          | 2         | Das Recht des Stärkeren | Nemesis       | 24. Nov. 2016           | 2. Apr. 2017                          | Stuart Orme      | Marteinn Thorisson |
| 9          | 3         | Spiel mit dem Feuer     | In Purgatory  | 1. Dez. 2016            | 9. Apr. 2017                          | Charlie McCarthy | Marteinn Thorisson |

## Drehorte
Gedreht wurde unter anderem in Bremen.